# Busseto
Pour l’article ayant un titre homophone, voir Bussetto.
Busseto est une commune de la province de Parme dans la région d'Émilie-Romagne en Italie.
Busseto est la commune de rattachement de Roncole, la frazione (hameau) de naissance du compositeur Giuseppe Verdi et la ville dans laquelle il a fait ses premiers pas musicaux. Roncole Verdi (nom actuel des Roncole) fut aussi la résidence de Giovannino Guareschi, auteur de la mémorable histoire de Don Camillo e Peppone. La ville a également donné le jour, entre autres, au compositeur et organiste Tarquinio Merula.
En 1976, le village a été transformé en studio cinématographique pour le tournage du film de Bertolucci, Novecento.
La commune est distinguée par le label bandiera arancione du Touring club italiano.

## Géographie
Busseto est une commune du territoire de la Bassa parmense.

## Musées et monuments

### Collégiale San Bartolomeo Apostolo
La construction de la collégiale San Bartolomeo Apostolo sur les ruines de l'église San Nicolò préexistente a débuté en 1437 sur ordre d'Orlando Pallavicino il Magnifico.
La façade à pignons présente des décors en terre cuite provenant probablement de l'atelier de Jacopo de' Stavolis de Polesine. Sur l'un des pilastres de la façade est scellée une plaque de marbre commémorant la rencontre à Busseto entre Charles Quint et le pape Paul III en 1543.
L'édifice se compose d'une nef centrale et de deux nefs latérales. À l'intérieur, l'immense série de peintures qui ornait l'église fut grattée lors de la première moitié du XVIIIe siècle pour faire place à des frises et des stucs dans le style rocaille. Seul un portrait de la Madonna col bambino en réchappa. Durant la période baroque le presbytère fut surélevé, peut-être en vue de la construction d'une crypte, jamais réalisée. Le maître autel, en bois, du XVIIIe siècle, présente des personnages sculptés en faux bronze. Il est l'œuvre du crémonais Giovanni Battista Febbrari. Sont également conservés dans la collégiale les médaillons avec les Misteri del Rosario de Vincenzo Campi et d'importantes fresques représentant les Padri e Dottori della Chiesa de Michelangelo Anselmi.
On trouve parmi les pièces remarquables du Trésor de la collégiale un crucifix d'argent, haut de plus d'un mètre, de 1524, œuvre des frères De Gonzate ; une Pace d'ivoire de l'atelier des Embriachi du XVe siècle portant un Christ, une Marie et un Saint Jean sculptés et de splendides coraux de Zeno dei Pecorari.
C'est dans la petite église della Trinità de la collégiale que Verdi se maria avec Margherita Barezzi en 1836.

### Rocca Pallavicino
La Rocca (forteresse) Pallavicino fut édifiée du temps d'Adalberto Pallavicino, chef de lignée de la famille, autour du XIe siècle ; dans la première moitié du XIIIe siècle elle fut complètement reconstruite par Oberto II Pallavicino. La forteresse était entourée par un fossé et un pont-levis la reliait à la place ; elle fut détruite et reconstruite plusieurs fois au cours du temps en perdant le pont-levis et une partie des murs d'enceinte. En 1857 elle fut reconstruite pratiquement en entier dans un style néo-gothique par l'architecte Pier Luigi Montecchini. N'ont été conservés que le donjon de la forteresse d'origine ainsi que les deux tours, au sud-ouest et au sud-est, datant du XVe siècle. Dans la cour de l'édifice est scellé l'aigle impérial en pierre des Pallavicino. La Rocca, à l'intérieur de laquelle se trouve le Teatro Verdi, est aujourd'hui le Palazzo Municipale (hôtel de ville), siège de la commune de Busseto et de l'office de tourisme.

### Piazza Giuseppe Verdi
La place dédiée au Maestro a conservé son aspect XVe siècle à plan rectangulaire, dominée par le monument de bronze du sculpteur Luigi Secchi, de 1913, représentant le Cigno di Busseto veillant sur le village, tranquillement installé sur son siège. Depuis la place, on peut oir les édifices les plus importants comme la Rocca Pallavicino, la collégiale San Bartolomeo, la Casa Barezzi et d'autres constructions comme les caractéristiques portiques.

### Casa Barezzi
Parmi les édifices s'ouvrant sur la Piazza Verdi, se trouve la Casa Barezzi, demeure d'Antonio Barezzi, beau-père et mécène de Giuseppe Verdi. Dans le salon du premier étage, le jeune Verdi donna ses premiers concerts en public. Le Maestro continua à fréquenter la maison jusqu'à la mort de son bienfaiteur.
À l'intérieur sont conservés un fortepiano viennois du XVIIIe siècle, le premier portrait de Verdi, celui d'Antonio Barezzi et des lettres autographes du compositeur. Aujourd'hui la Casa Barezzi, transformée en musée, est le siège de l'association des Amici di Verdi qui a pris en charge la restauration de l'édifice en 1979 et en 1998.
Dans cette maison, Verdi composa I due Foscari en 1844.

### Teatro Giuseppe Verdi
Après l'acquisition de la Rocca Pallavicino par la commune en 1856, commencèrent immédiatement les travaux pour la construction d'un nouveau théâtre, dédié à Giuseppe Verdi. Les travaux durèrent près de douze ans et le théâtre fut inauguré le 15 août 1868 avec la représentation des opéras Rigoletto et Un ballo in maschera ; pour l'occasion, en l'honneur du Maestro, les femmes portèrent des robes de couleur verte, couleur rappelée dans la cravate des hommes. Pour autant, Verdi refusa d'honorer l'inauguration de sa présence et ne mit d'ailleurs jamais les pieds dans le théâtre, le considérant trop coûteux et inutile. Il avait cependant fait un don de 10 000 lires pour sa réalisation.
Tous les opéras de Verdi ont été représentés dans le théâtre de Busseto. Les saisons 1913 et 1926 furent dirigées par Arturo Toscanini. En 2001, Riccardo Muti vint diriger Falstaff et Franco Zeffirelli y a monté ses versions d'Aida puis de La traviata, dirigée par Plácido Domingo en 2002.

### Villa Pallavicino
La Villa Pallavicino (XVIe siècle) ou, comme elle est généralement nommée, le palais des marquis, ou encore Boffalora, était la résidence d'été de la famille Pallavicino. Construite à l'extérieur des antiques murailles de la ville dans le style renaissance, elle abrite aujourd'hui le musée municipal Verdi.
Il n'existe aucune certitude quant à l'auteur du projet (probablement Bramante ou Vignola). Elle fut érigée au début du XVIe siècle à la demande de Matteo Marri ; les Pallavicino, qui n'en firent l'acquisition que dans les années 1530 pour en faire une résidence d'été, n'en sont donc pas les commanditaires.
Il est certain, en revanche, que l'empereur Charles Quint de Habsbourg, en 1533, avant de partir de Busseto, a laquelle il avait concédé le titre de cité pour récompenser sa fidélité à l'empire, se rendit à la Villa qui lui plût au point d'en demander un dessin en souvenir ; la Villa présente en effet un plan particulier, en échiquier (rappelé sur le blason des seigneurs de Busseto où l'échiquier placé sur la poitrine de l'aigle impérial symbolise la victoire obtenue), composé de cinq pièces indépendantes unies entre elles par un unique corps central que surplombe un grand atrium, ouvert aux quatre vents et appelé Boffalora. La voûte est entièrement décorée de fresques représentant des divinités et des grotesques dans un entrelacement de putti, de sirènes et de tritons à deux queues, de singes géants et d'oiseaux multiformes. L'œuvre, dont l'auteur présumé serait le décorateur du salon des blasons du château de Torrechiara, remonte à la décennie soixante-dix ou quatre-vingt du XVIe siècle.
L'édifice, bien qu'étant entouré par un fossé, ne fut pas construit dans un but défensif et la balustrade qui encercle le Palazzo portait de nombreuses statues.
À la fin du XVIIe siècle, Alessandro II Pallavicino ordonna la restructuration et le réhaussement de la villa, en confiant la direction probablement à Antonio Maria Bettoli, exécuteur du palazzo Santa Fiora de Parme. La façade, de style classique, est allégée par l'élan vertical donné par les bossages rythmés par les angles, les coupes horizontales des corniches et des stucs rococo exécutés par Carlo Bossi sur la commande du marquis Alessandro dans la quatrième décennie du XVIIIe siècle. Les pièces intérieures présentent des plafonds voûtés à fresques et stucs réalisés par des artistes qui opéraient pour les Pallavicino à l'époque. Au sud de la partie noble du palazzo, se dresse le bâtiment des écuries, sur un plan en forme de fer à cheval aux ailes tournées vers la villa.

#### L'arc de triomphe du corps de garde
Après avoir parcouru un chemin bordé de peupliers, on accède à la Villa au travers un arc de triomphe du XVIIe siècle à une seule arcade (œuvre attribuée à l'architecte ducal Domenico Valmagini) divisé en trois parties et décoré de festons maniéristes et, au centre, d'une draperie s'ouvrant sur un balustre feinte imitant le rideau d'un théâtre. Les stucs et les terres cuites sont l'œuvre de Domenico Dossa et Bernardo Barca. Sur les côtés se trouvent deux niches contenant des statues de pierre représentant Flore avec un angelot, allégorie du printemps, et Bacchus avec un jeune faune, allégorie de l'automne, réalisées par Giuseppe Torretti.

#### Nouveau musée municipal Verdi
Un nouveau Museo Civico Verdiano est actuellement en préparation, qui viendra se substituer à l'existant et en bouleversera l'aspect de manière radicale. Les pièces de la Villa seront transformées en petits Teatri dans lesquels seront reconstituées les premières de tous les opéras de Verdi avec la reproduction à l'identique des décors et des costumes originaux.

#### Ancien musée municipal Verdi

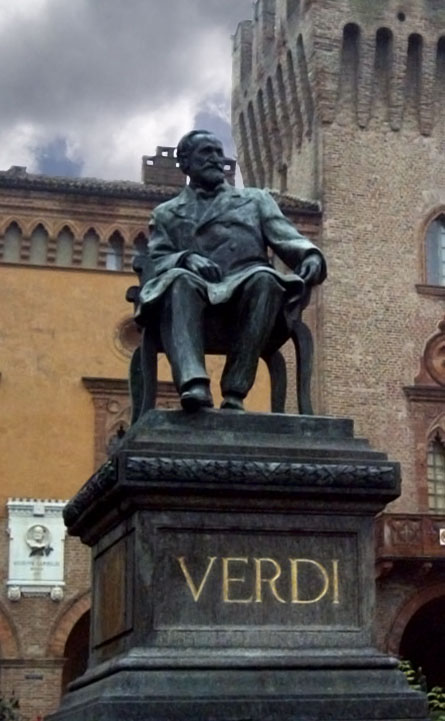
Statue de Giuseppe Verdi réalisée par Luigi Secchi

La Villa, à la fin du XXe siècle, est devenue le siège du Museo Civico Verdiano composé d'un corridor et de neuf salles :
- Salle I Del Biliardo (du Billard) : commode bolonaise du XVIIIe siècle, coffre du XVIIe siècle, quelques tableaux parmi lesquels Paesaggi de Giuseppe Canella et Incontro tra Paolo III e Carlo V de Giuseppe Valori, céramiques de Parme et Faenza, sculpture de Sant'Anna e la Vergine.

- Salle II Delle Arti (des Arts) : Miracolo di San Nicolò et Autoritratto de Pietro Balestra, Scena di battaglia d'Ilario Spolverini.

- Salle III : le plus importantes œuvres du bussetan Gioacchino Levi : deux Ritratti della moglie, aquarelles de costumes regionaux et Ritratti de ses fils

- Salle IV Dei Giganti (des Géants) : plafond peint à fresques, La caduta dei Giganti, Ritratto di Orlando Pallavicino et Apollo scortica Marsia du Tintoretto, bahuts du XVIIe et du XVIIIe siècle peints et sculpté.

- Salle V Della Pace (de la Paix) : Incontro tra Paolo III e Carlo V (oléographie commandée par Maria Luigia), Cena de Velasquez, Orfeo ed Euridice de l'école du Tintoretto, Paesaggio orientale d'Alberto Pasini, deux Nature morte de Felice Boselli et l'arbre généalogique de la famille Pallavicino.

- Salle VI Della Vittoria (de la Victoire) : parchemin de 1543 attestant l'élévation de Busseto au rang de cité par Charles Quint et sceau du souverain ; masque, tabatière et lettres d'Ireneo Affò ; buste in plâtre et Ritratto du même.

- Salle VII Dell'Abbondanza (de l'Abondance) : Portagioie, Cantonale et Troumô veneto du XVIIIe siècle.

- Corridor : Le Quattro stagioni de Giovan Battista Borghesi, Campagna romana de Franz Knebel 10.05.1810 La Sarraz/Suisse-02.04.1877 Rome, écritoire veneta  rehaussée de chinoiseries laquées, porcelaines de Saxe et de Capodimonte du XIXe siècle, chaises de Chiavari en bois de bambou doré.

- Salle VIII Della Giustizia (de la Justice) : piano de Giuseppe Verdi, portraits, masque et main en plâtre du Maestro, lettres et pages de musique écrites par Verdi.

- Salle IX Dell'Amorino (du petit Amour) : portraits d'Antonio Barezzi, Margherita Barezzi et Giuseppina Strepponi, télégrammes et lettres de Verdi.

### Autres lieux d'intérêt
- Palazzo del Monte di Pietà, via Roma (XVIIe siècle)
- Palazzo Cavalli (XIXe siècle)
- Église Sant'Ignazio avec l'école des Jésuites (XVIIe siècle)
- Église Santa Maria Annunziata (XIXe siècle)
- Église monastique Santa Maria degli Angeli (XVe siècle)
- Maison natale de Giuseppe Verdi aux Roncole
- Villa Verdi à Sant'Agata

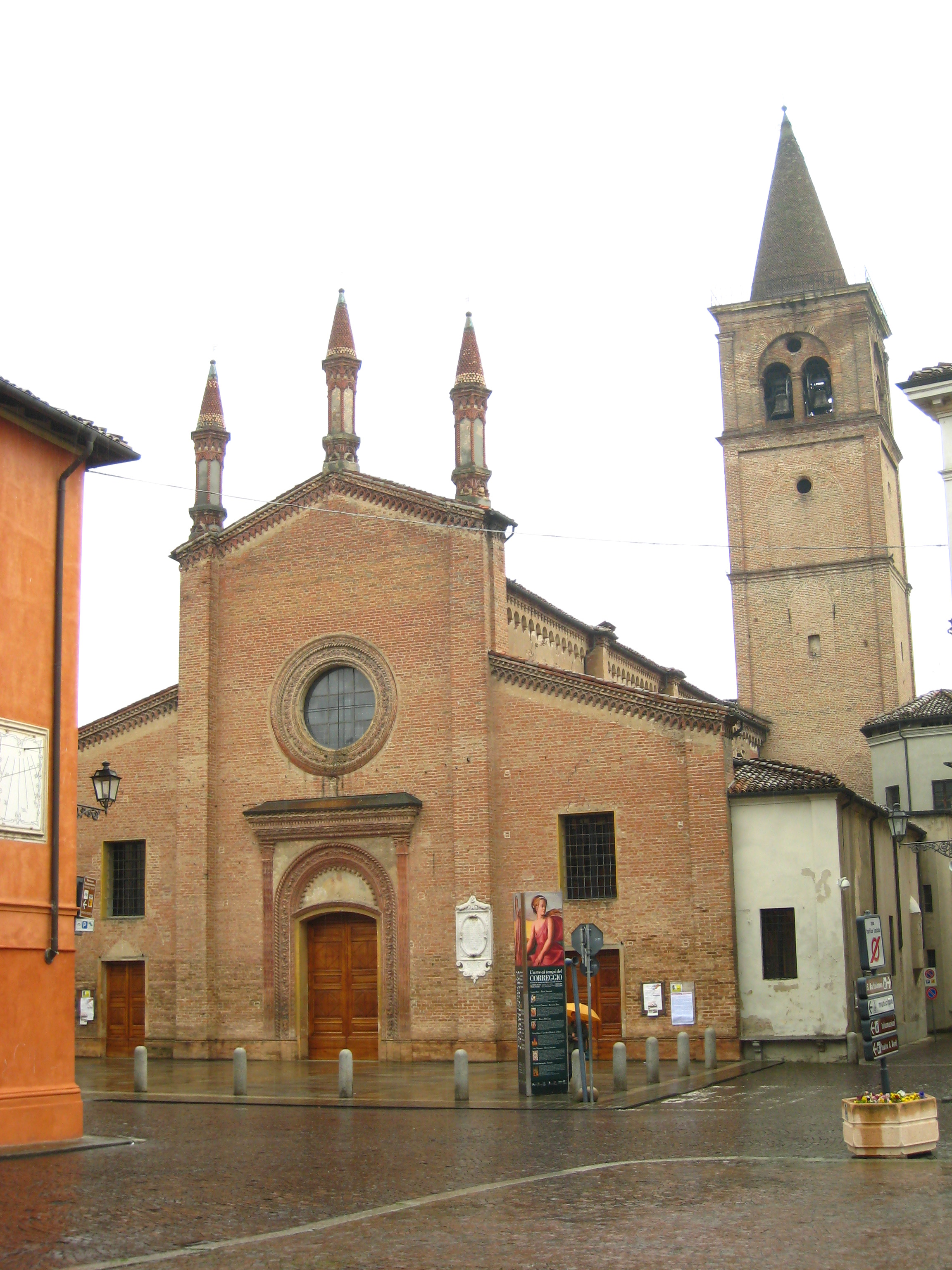
Église San Bartolomeo
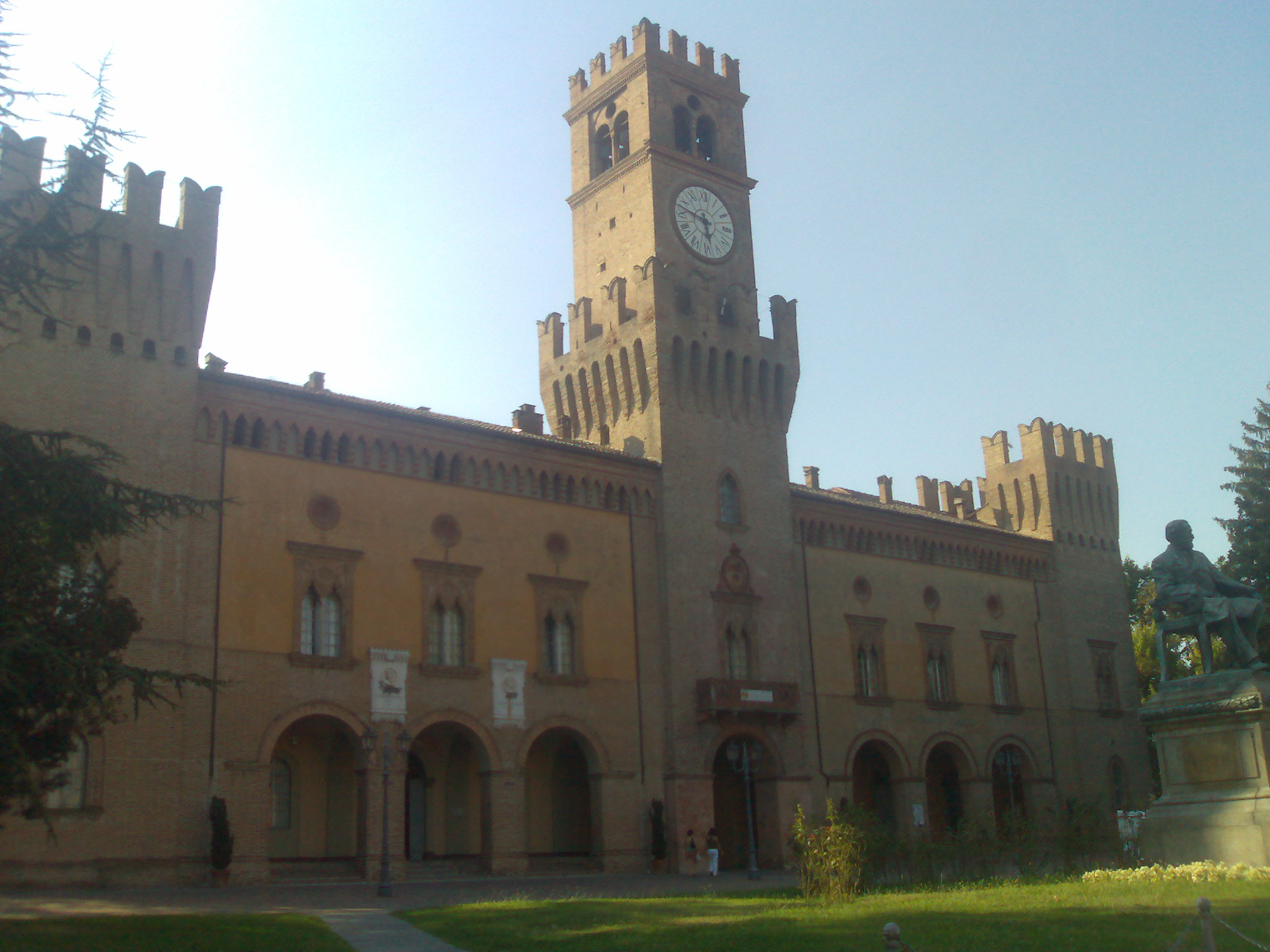
Rocca Pallavicino
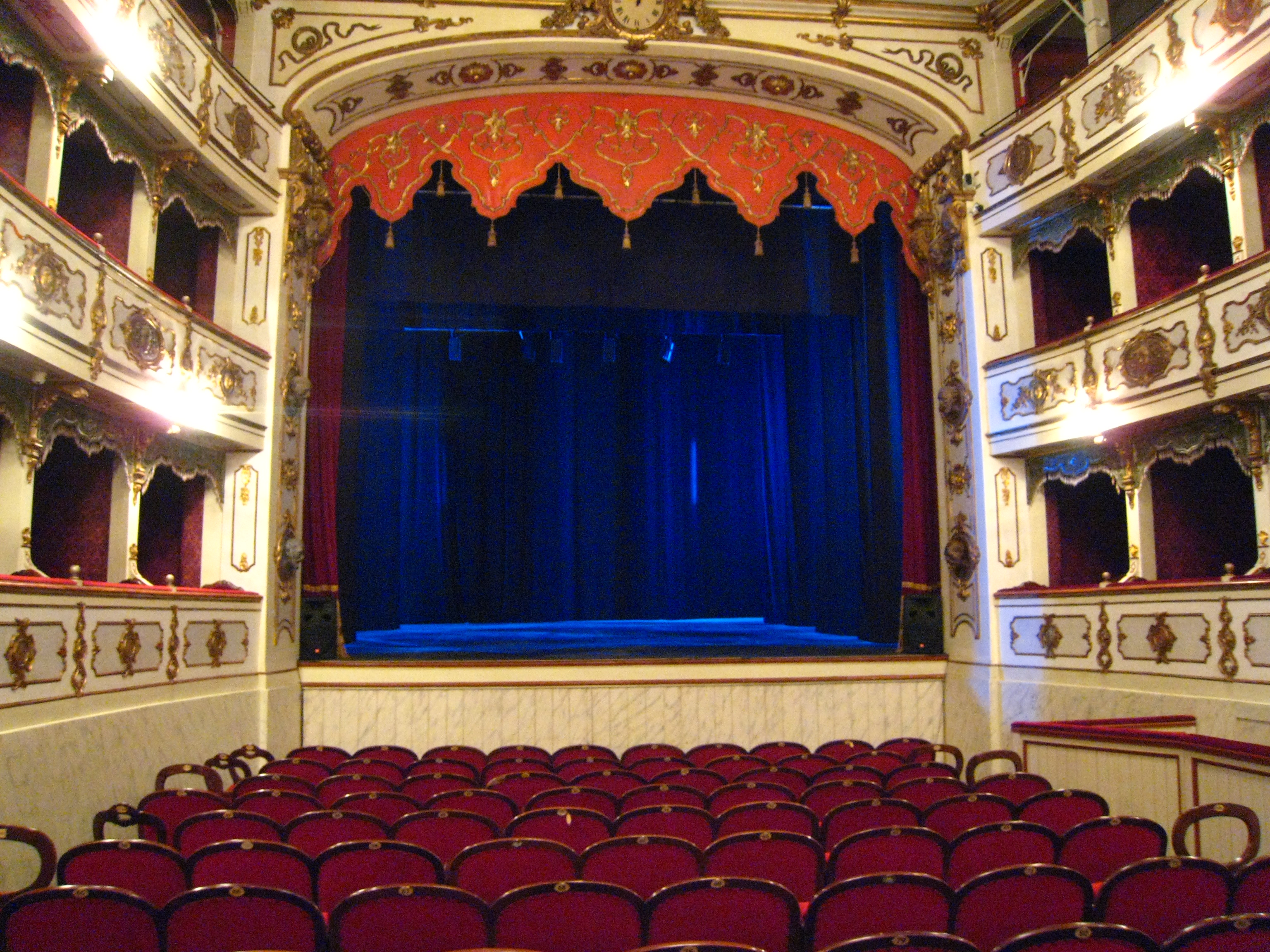
Teatro Giuseppe Verdi
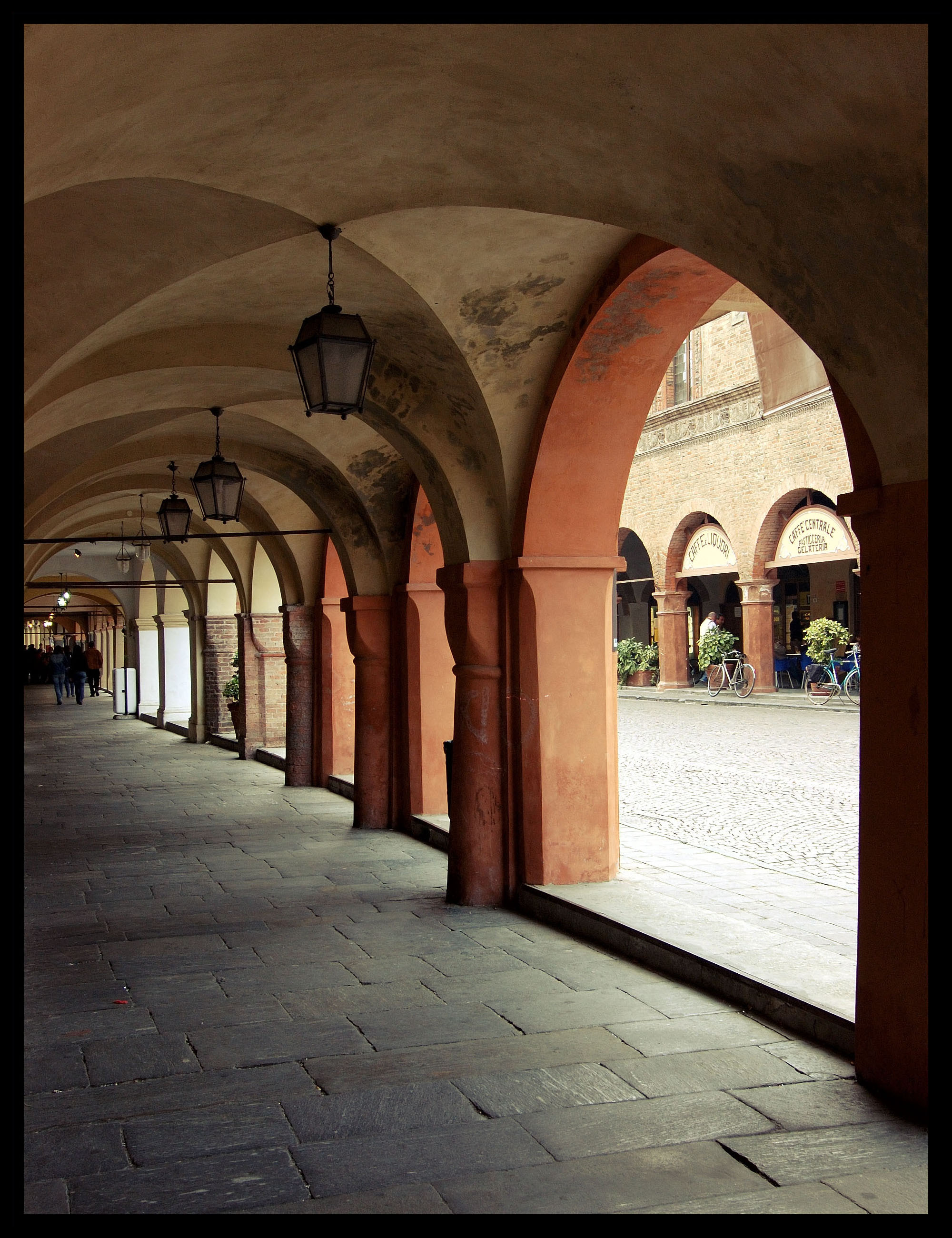
Vue d'une rue de Busseto depuis les portiques

## Personnalités liées à Busseto
- Giuseppe Verdi (1813 - 1901), compositeur, né aux Roncole, frazione (hameau) de Busseto, a fait son premier apprentissage musical et exercé le métier de maître de musique à Busseto avant de poursuivre sa carrière de compositeur d'opéras à Milan.
- Antonio Barezzi beau-père et mécène de Verdi.
- Margherita Barezzi, première épouse de Giuseppe Verdi.
- Ferdinando Provesi, premier professeur de musique de Verdi, organiste de l'église San Bartolomeo et chef de l'orchestre de la Società Filarmonica.
- Emanuele Muzio, élève de Ferdinando Provesi et de Margherita Barezzi puis de Verdi ;  organiste à Busseto.
- Giovannino Guareschi (1908 - 1968), créateur du personnage de Don Camillo avait sa propriété à Roncole-Verdi.
- Ireneo Affò (1741 - 1797), homme de lettres et historien de l'art parmesan du XVIIIe siècle.
- Tarquinio Merula (1595-1665), compositeur et organiste, né à Busseto.
- Carlo Bergonzi, ténor
- Umberto Brindani, journaliste
- Vincenzo Campi, peintre
- Carlo Caffarra, cardinal
- Gioacchino Levi, peintre
- Alberto Pasini, peintre
- Giuseppe Piroli, homme politique
- Lino Rizzi, journaliste

## Administration
| Période                                  | Période  | Identité     | Étiquette       | Qualité |
| ---------------------------------------- | -------- | ------------ | --------------- | ------- |
| 28 mai 2006                              | En cours | Luca Laurini | Centro-Sinistra |         |
| Les données manquantes sont à compléter. |          |              |                 |         |

### Hameaux
- Roncole-Verdi est un hameau distant de cinq kilomètres au sud-est de Busseto où vécurent un temps deux illustres personnages: Giovannino Guareschi et Giuseppe Verdi.
- Contrada della Chiesa, Frescarolo, Madonna Prati, Samboseto, San Rocco, Sant'Andrea, Semoriva, Spigarolo

### Communes limitrophes
Alseno, Besenzone, Fidenza, Polesine Zibello, Soragna, Villanova sull'Arda

### Jumelages
- Carry-le-Rouet (France) depuis 2005
- Salzbourg (Autriche) depuis ?

## Source
- (it) Cet article est partiellement ou en totalité issu de l’article de Wikipédia en italien intitulé « Busseto » (voir la liste des auteurs).

- (it) Cet article est partiellement ou en totalité issu de l’article de Wikipédia en italien intitulé « Villa Pallavicino » (voir la liste des auteurs).